# Буряк-Сокольский, Михаил Артемьевич
Михаил Артемьевич Буряк-Сокольский (1890 — 1942) — советский военный деятель, бригадный комиссар (1936).

## Биография
В Красной армии с 1919, призван Ставропольским краевым военным комиссариатом. Вступил в РКП(б). В 1922 командир сапёрной роты 178-й стрелковой бригады. В 1926 комиссар Военно-инженерных курсов РККА, с 23 июля 1927 до 1 июня 1928 комиссар Сумской артиллерийской школы имени М. В. Фрунзе. В 1936 член коллегии военного трибунала Киевского военного округа. В 1942 председатель военного трибунала Отдельной Приморской армии, в середине того же года пропал без вести при эвакуации из Севастополя. Осталась жена, Валентина Владимировна Буряк-Сокольская, проживавшая в Кисловодске.

### Звания
- бригадный комиссар, 21 июля 1936.

### Награды
- орден Красного Знамени;
- юбилейная медаль «XX лет РККА».